# Fipronil
Fipronil ist ein in vielen Ländern als Biozid und „systemisches Pflanzenschutzmittel“ („Insektizid“) verwendeter Wirkstoff aus der Gruppe der Phenylpyrazole. Es wirkt als Kontaktgift schnell und lang anhaltend gegen Ackerschädlinge sowie Ektoparasiten wie Flöhe, Haarlinge, Tierläuse, Zecken, Pelzmilben, Herbstgrasmilben und Räudemilben. Aber auch nützliche Insekten werden vom Wirkstoff abgetötet.

## Geschichte
Der Wirkstoff wurde 1987 von dem französischen Chemieunternehmen Rhône-Poulenc entwickelt und 1993 erstmals auf den Markt gebracht. Im Zuge der Fusion von Rhône-Poulenc mit Hoechst entstand 2000 Aventis, die die Pflanzenschutzsparte 2002 an die Bayer AG verkaufte. Der neue Teilkonzern Bayer CropScience veräußerte die Rechte an Fipronil und einigen Akariziden/Fungiziden 2003 an die BASF weiter, der Gesamtwert der Akquisition wurde auf 1,33 Milliarden Euro beziffert. Das Wirkstoffpatent von Fipronil ist mittlerweile ausgelaufen, deshalb kann der Wirkstoff heute generisch produziert werden.

## Herstellung
Fipronil kann durch eine mehrstufige Reaktion ausgehend von 2,6-Dichlor-4-trifluormethylanilin durch Reaktion mit Ethyl-2,3-dicyanopropionat, Schwefelsäure, Natriumnitrit, Trifluormethylsulfenylchlorid und meta-Chlorperbenzoesäure synthetisiert werden.

## Eigenschaften
Fipronil ist ein weißer bis gelblicher Feststoff, der in Wasser praktisch unlöslich ist. Er ist chemisch stabil im pH-Wert-Bereich von 5 bis 7 und zersetzt sich bei einem pH-Wert von 9 langsam (DT50 = 28 Tage) zum Amid. Fipronil ist chiral, das heißt, es weist ein Stereozentrum auf. Der Wirkstoff wird als Racemat [1:1-Gemisch der (R)-Form und der (S)-Form] eingesetzt.
Fipronil steht im Verdacht, Krebs zu erzeugen („karzinogen“) und ein endokriner Disruptor zu sein.
Nach dem derzeitigen wissenschaftlichen Kenntnisstand ist Fipronil aber nicht offiziell als mutagen und nicht als kanzerogen eingestuft.

## Wirkungsmechanismus
Beim Parasiten gelangt Fipronil als Kontaktgift über das Exoskelett in dessen Zentralnervensystem. Dort hemmt es den ligandengesteuerten GABA-Rezeptor und damit den Einstrom von Chloridionen. Dadurch erfolgt keine Hyperpolarisation und es kommt zur Weiterleitung ungewollter Aktionspotenziale.
Die Hemmung des GABA-Rezeptors erfolgt nur bei Wirbellosen; bei Säugetieren, Vögeln und Reptilien entfaltet das Mittel diesbezüglich keine vergleichbar starke Wirkung. Dennoch kann es auch für sie in relativ hohen Dosen tödlich werden. Bei bestimmten Produkten zugesetzte Bitterstoffe sollen eine Vergiftung von Kindern und Haustieren verhindern.

## Verwendung

### Tiermedizin
Das Mittel wird in der Tiermedizin zumeist auf die Haut aufgebracht (als Spray oder Spot-on). Durch die intakte Haut wird es nicht resorbiert, sondern reichert sich in der Epidermis und den Haarfollikeln an. Durch Anreicherung in den Talgdrüsen des Patienten wird es über deren Sekret auf Haut und Haare und über Diffusion auf der gesamten Hautoberfläche verteilt.
Der Wirkungseintritt erfolgt binnen 24 Stunden. Gegen Flöhe ist das Mittel beim Haushund mindestens sieben, bei der Hauskatze durch die häufigere Fellpflege und schnellere Ausscheidung nur etwa fünf Wochen wirksam. Gegen Zecken wirkt das Mittel bei Hunden bis zu vier Wochen, bei Katzen nur zwei Wochen sicher, danach sinkt die Wirksamkeit ab. Allerdings schützt das Mittel nicht vor Zeckenstichen, denn es benötigt eine längere Einwirkungszeit, bis der Tod der Zecke eintritt. Bei Hunden sind daher schneller wirksame Zeckenwirkstoffe für den sicheren Schutz vor durch Zecken übertragene Krankheiten (Babesiose, Ehrlichiose, Anaplasmose, Borreliose) vorzuziehen. Zudem gibt es beispielsweise bei der Braunen Hundezecke bereits Resistenzen und Toleranzen gegenüber dem Wirkstoff. Bei Reptilien wird das Mittel vor allem gegen Milben eingesetzt.
Die Anwendung von Fipronil bei Lebensmittel liefernden Tieren ist nicht erlaubt.

#### Kontraindikationen
Das Mittel sollte nicht bei sehr jungen und stark geschwächten Tieren eingesetzt werden. Auch Kaninchen, Igel und Hühnervögel sind sehr empfindlich. Das Auftragen auf Schleimhäute und die orale Aufnahme sind generell zu vermeiden.

### Pflanzenschutz

#### Regulierung in Europa
In der Europäischen Union gilt seit 2007 eine Zulassung von Fipronil ausschließlich zur Saatgutbehandlung, die zum 31. Juli 2018 ausläuft. Auf nationaler Ebene ist Fipronil in Belgien und den Niederlanden zugelassen. Die erlaubte Tagesdosis beträgt 0,0002, die akute Referenzdosis 0,009 und die annehmbare Anwenderexposition 0,0035 Milligramm pro Kilogramm Körpergewicht und Tag.
In Deutschland ist Fipronil nicht generell als Pflanzenschutzmittel zugelassen. Von 2009 bis 2015 hat das Bundesamt für Verbraucherschutz und Lebensmittelsicherheit (BVL) jedoch immer wieder Ausnahmegenehmigungen erteilt, wonach der Wirkstoff nach § 11 (2) Pflanzenschutzgesetz bei Kartoffeln in dem Beizpräparat Goldor Bait gegen Drahtwürmer eingesetzt werden durfte. Seit 2016 wird keine derartige Notfallzulassung mehr erteilt.
In der Schweiz war Fipronil als Wirkstoff in dem Beizmittel Regent zur Behandlung von Getreide-Saatgut gegen Drahtwürmer enthalten. Die Bewilligung wurde mittlerweile beendet; Fipronil ist in der Schweiz in keinem Pflanzenschutzmittel mehr enthalten. Im Jahr 2019 führte mit Fipronil verunreinigtes Pirimicarb, das in Landi-Agrarmärkten verkauft wurde, zu einem Bienensterben in der Schweiz.
Gegen Drahtwürmer bei Kartoffeln war ein Präparat in Österreich zugelassen, mittlerweile gibt es dort keine Zulassung mehr.
In Frankreich wurde im Februar 2004 aufgrund möglicher Gefährdung von Honigbienen ein bislang nicht aufgehobener Verkaufsstopp für Pflanzenschutzmittel mit dem Wirkstoff Fipronil verhängt. BASF erklärte daraufhin, dass alle wissenschaftlichen Untersuchungen gezeigt hätten, dass Fipronil in Pflanzenschutzmitteln kein Risiko für Mensch, Tier oder Umwelt darstelle, wenn es vorschriftsmäßig verwendet werde.
Mehrere Bienenzüchter-Verbände reichten 2007 eine Klage gegen die Zulassung von Fipronil ein, die 2008 als unzulässig abgewiesen wurde.
Die Europäische Kommission verschärfte im März 2010 die Vorschriften zum Gebrauch von Fipronil, nachdem seine unfallbedingte Freisetzung in mehreren Mitgliedsstaaten zu erheblichen Verlusten von Honigbienenvölkern geführt hatte. Die Saatgutbeizung mit Fipronil ist nur noch in professionellen Saatgutbehandlungsanlagen und die Drillsaat nur noch mit angemessener Ausrüstung zulässig, um die Freisetzung von Staub zu reduzieren.
Auf Grundlage neuer Informationen über die Risiken von Fipronil für Honigbienen ersuchte die EU-Kommission im August 2012 die Europäische Behörde für Lebensmittelsicherheit (EFSA) um eine Risikobewertung, die Ende Mai 2013 vorgelegt wurde. Die EFSA kam zu dem Schluss, dass die Beizung von Maissaatgut mit Fipronil und insbesondere der Staub ein hohes akutes Risiko für Bienen darstelle. Daraufhin schlug die EU-Kommission ein Teilverbot vor, das am 16. Juli im Ständigen Ausschuss für die Lebensmittelkette und Tiergesundheit angenommen wurde. Seit März 2014 darf mit Fipronil behandeltes Saatgut nicht mehr in den Verkehr gebracht oder verwendet werden. Ausgenommen von dem Verbot ist Saatgut zum Anbau im Gewächshaus sowie von Lauch-, Zwiebel-, Schalotten- und Kohlpflanzen, die im Freien kultiviert und vor der Blüte geerntet werden. Das Verbot betrifft Mais und Sonnenblumen. Zum Zeitpunkt des Verbots war Fipronil in Spanien, Ungarn, Bulgarien, Tschechien und der Slowakei für Mais und Sonnenblumen zugelassen. Im November 2013 erhob BASF Klage gegen die Einschränkung und warf der EU-Kommission eine unangemessene Anwendung des Vorsorgeprinzips vor, die nicht alle verfügbaren wissenschaftlichen Erkenntnisse in ihre Entscheidung einbezogen und zudem gegen das europäische Pflanzenschutzrecht verstoßen hätte.

#### Regulierung in den USA

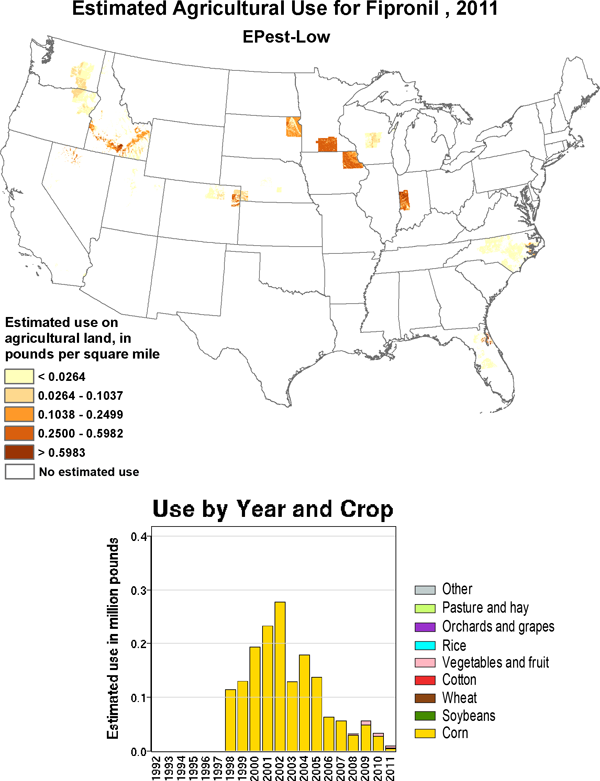
Verwendung von Fipronil in den USA

In den USA wurde 2004 die Verwendung von Fipronil zur Beizung von Reis-Saatgut eingestellt. Amerikanische Reisfarmer hatten die Hersteller verklagt, da sie einen Zusammenhang mit dem starken Rückgang der Süßwasserkrebse sahen. Diese Krebse leben auf den überfluteten Feldern und haben auch eine wirtschaftliche Bedeutung. In einem Vergleich stimmten die Hersteller Schadensersatzzahlungen in Höhe von 45 Millionen US-Dollar zu.

### Schädlingsbekämpfung
Fipronil wird als Schädlingsbekämpfungsmittel verwendet. Es ist als Wirkstoff in Ködergranulaten und Gießmitteln gegen Ameisen sowie in Ködergelen gegen Kakerlaken und in Neuseeland in mehreren Ködern gegen Wespen enthalten, die sich dort stark ausgebreitet haben.
Die Ködergranulate bestehen vor allem aus Zucker oder Fleisch, versetzt mit dem Giftstoff Fipronil und einem Bitterstoff, der Kinder, Haustiere und Vögel von der Aufnahme abhalten soll. Die insektizide Wirkung von Fipronil tritt dabei mit einer Verzögerung ein. Bevor sie verenden, geben die Tiere einen Teil der aufgenommenen Substanz an Artgenossen weiter. Vor allem Ameisen füttern auch ihre Brut mit dem Gift und fressen die Kadaver ihrer vergifteten Artgenossen, wodurch die gesamte Kolonie ausgerottet werden kann. Fipronil wird in den USA auch zum Schutz von Holzbauten vor Termiten verwendet.
Verschiedene Derivate werden ebenfalls auf ihre Eignung untersucht.

## Fipronil in Eiern und Eierprodukten
Im Juni, Juli und August 2017 wurde in Hühnereiern, Hühnerfleisch und Hühnerkot aus den Niederlanden, Belgien, Deutschland und Österreich Fipronil nachgewiesen, obwohl die Verwendung des Insektizids bei Tieren, die der Lebensmittelerzeugung dienen, verboten ist. 2018 wurden die Höchstwerte bei Bio-Eiern aus den Niederlanden überschritten.

## Analytik
Für den Nachweis von Fipronil stehen Enzymimmunoassays zur Verfügung. Die forensisch sichere qualitative und quantitative Bestimmung gelingt nach adäquater Probevorbereitung durch Kopplung der Gaschromatographie oder HPLC mit der Massenspektrometrie. Diese Verfahrensweise ist für verschiedene Untersuchungsmaterialien wie beispielsweise Eier, Blutplasma oder auch beim Reisanbau einsetzbar.

## Handelsnamen

### Pflanzenschutz- und Schädlingsbekämpfungsmittel
Adonis, Agenda, Ascend, Celaflor, Chipco Choice, Combat, Goliath, Icon, Maxforce, Regent, Termidor

### Tierarzneimittel
Monopräparate

Amflee, Effipro, Eliminall (außer Handel), Fipralone, Fiprocat, Fiprodog, Fiproline, Frontline
Kombinationspräparate
- mit S-Methopren [(2E,4E,7S)-Stereoisomer von Methopren; CAS-Nr. 65733-16-6]:[42] Frontline Combo, Frontline Top Spot, Strectis
- mit S-Methopren und Eprinomectin: Broadline
- mit S-Methopren und Amitraz: Certifect
- mit Permethrin: Frontect